# 탈리아 (카리테스)

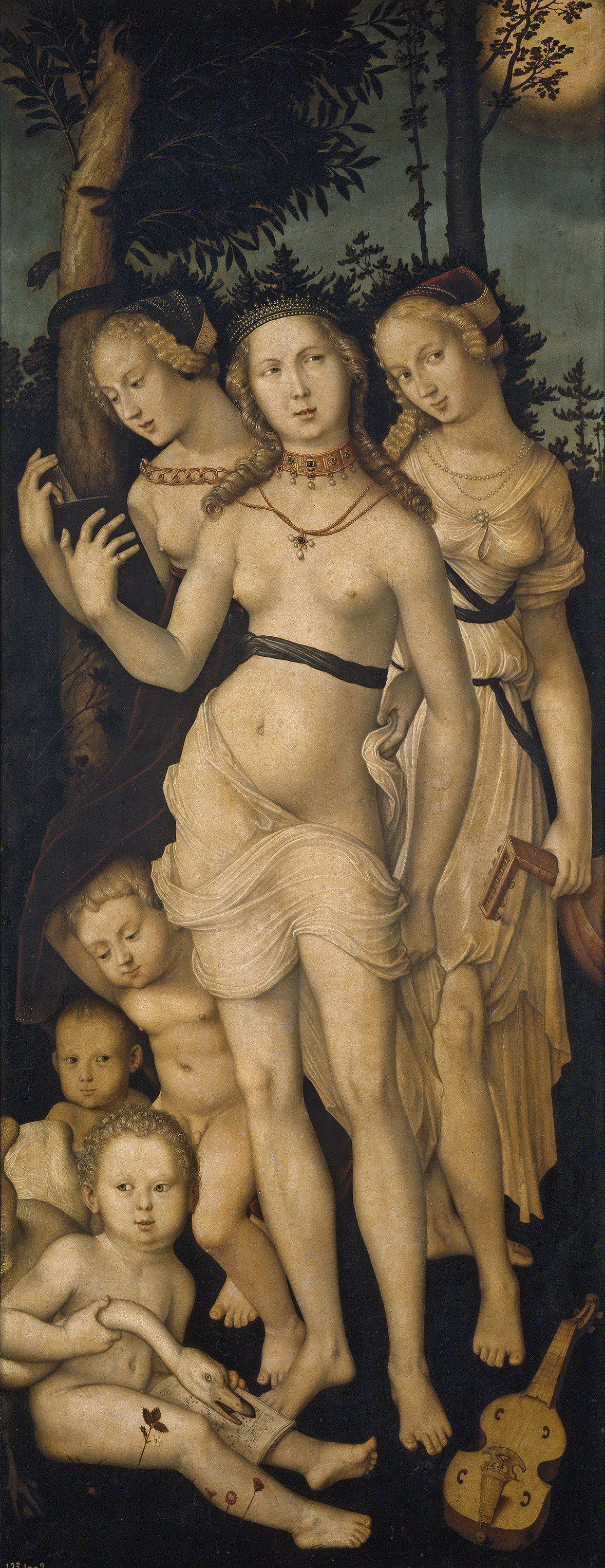
「미요시신」한스 바르두그 화

탈리아(Θάλεια, Thaleia, Thalia)는 그리스 신화에 등장하는 여신이다. 아프로디테의 시녀인 삼미신 카리테스의 하나로 풍부함과 개화를 맡는다. 고대 그리스어의 「개화」를 의미하는 θάλλεω가 어원.
제우스와 에우리노메의 사이에서 태어났다.

## 같이 보기
- 에우프로시네

## 참고 문헌
- 아포로드로스 「그리스 신화」고우즈 하루시게 역, 이와나미 문고 (1953년)
- 헤시오도스 「신통기」히로카와 요이치 역, 이와나미 문고(1984년)
- 고우즈 하루시게 「그리스・로마 신화 사전」, 이와나미 서점 (1960년)